# Werner Haftmann
Werner Haftmann (* 28. April 1912 in Glowno, Provinz Posen; † 28. Juli 1999 in Gmund am Tegernsee) war ein deutscher Kunsthistoriker. Er war zusammen mit Arnold Bode künstlerischer Leiter der ersten drei Ausgaben der documenta in Kassel (1955 bis 1964) und von 1967 bis 1974 Direktor der Nationalgalerie in West-Berlin.

## Leben

### Studium und erste Berufsjahre

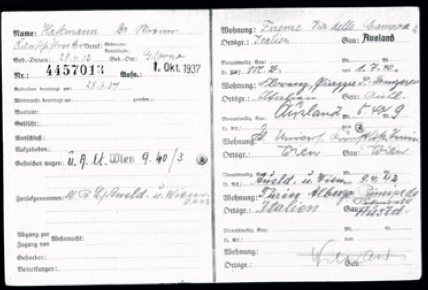
NSDAP-Karteikarte im Bundesarchiv

Nach dem Studium in Berlin und Göttingen, wo er 1936 über das italienische Säulenmonument promoviert wurde, war er Assistent am Kunsthistorischen Institut in Florenz und hatte dort neben seiner Beschäftigung mit der italienischen Kunst der Renaissance auch die Gelegenheit, in Kontakt mit der Kunst der Klassischen Moderne zu bleiben. Haftmann war laut Angabe auf seiner Studienkarte der Friedrich-Wilhelms-Universität seit 3. November 1933 als SA-Mann tätig. Er beantragte am 28. Juni 1937 die Aufnahme in die NSDAP und wurde zum 1. Oktober desselben Jahres aufgenommen (Mitgliedsnummer 4.457.013), wie erst im Oktober 2019 auf einer Tagung des Deutschen Historischen Museums bekannt wurde. Anlässlich seiner Überlegung, eine Assistentenstelle in Wien bei Hans Sedlmayr zu bekommen, wurde er 1939 von Friedrich Kriegbaum, dem Direktor des Florentiner Instituts, als linientreuer Nationalsozialist, SA-Mann und Parteianwärter angepriesen. Haftmann trat die Stelle dann nicht an, um freischaffend tätig zu sein.
Im Zweiten Weltkrieg war er Soldat. Er fungierte von Juli 1940 bis Januar 1941 als Sekretär und Dolmetscher bei der deutschen Verbindungsdelegation zur italienischen Waffenstillstandskommission mit Frankreich in Turin, anschließend bis 1944 als Verbindungsoffizier. Im Januar 1944 wurde Haftmann zum XIV. Panzerkorps der Wehrmacht versetzt und war dort wegen seiner guten Italienischkenntnisse als Ic für Feindaufklärung und Spionageabwehr zuständig. Damit gehörte die Bekämpfung von Partisanen zu seinen Aufgaben. Ein von Haftmann unterschriebenes Vernehmungsprotokoll legt nah, dass er an der Folterung von Partisanen beteiligt war. Im Mai 1945 in Kriegsgefangenschaft geraten, wurde er 1946 entlassen und zog nach Bremen.

### Nach 1945
Seit 1950 war er Dozent an der Hochschule für bildende Künste Hamburg und veröffentlichte 1954 ein Standardwerk zur Malerei im 20. Jahrhundert. 1955, 1959 und 1964 war er unter der organisatorischen Leitung im Club 53 Arnold Bodes für die kunsthistorische Oberleitung und Thesenfindung der documenta I, documenta II und documenta III verantwortlich. Hier wurde zum ersten Mal ein Überblick über die Klassische Moderne und die aufkommende Pop Art (1964) gegeben. Heftige Kontroversen während der Vorbereitungen zur 4. documenta führten zum Rücktritt Haftmanns.
Die Recherchen anlässlich der Ausstellung zur Geschichte der documenta im Deutschen Historischen Museum in Berlin 2021 ergaben, dass Haftmann zwar Künstler auswählte, die von den Nationalsozialisten diffamiert und verfolgt worden waren, dass er aber zugleich jüdische Künstler anscheinend bewusst unberücksichtigt ließ.
1967 wurde er erster Direktor der Neuen Nationalgalerie in Berlin, die ein Jahr später in den Neubau von Mies van der Rohe einzog. Haftmann ging daran, aus den beiden Rumpfsammlungen der Nationalgalerie und der Galerie des 20. Jahrhunderts eine geschlossene Sammlung zu machen. Diese sollte an die berühmte Neue Abteilung im Kronprinzenpalais anknüpfen, die ab 1919 von Ludwig Justi aufgebaut und 1937 durch die Aktion Entartete Kunst zerstört worden war. In den Bau zogen zunächst alle Werke der Nationalgalerie (West) und die der städtischen Galerie des 20. Jahrhunderts. Der Ankaufetat der Neuen Nationalgalerie war von Anfang an eher gering. Ende der 1960er betrug er etwa 200.000 DM. Viele Bilder konnten aber mit Hilfe der Stiftung Deutsche Klassenlotterie und ab 1977 durch die Unterstützung der Freunde der Nationalgalerie erworben werden. 
Die Museumskonzeption und die Ankaufspolitik waren auch jetzt oft von heftiger öffentlicher Anteilnahme geprägt. Haftmann gelang es, der immer noch rudimentären Sammlung eine profilierte Kontur zu geben und sie in einen internationalen Kontext zu stellen. Nach 1968 gab es trotzdem schwere Auseinandersetzungen, als sich Haftmann gegen grenzüberschreitende Happenings und Installationen wandte. In der aufgeheizten Lage wurden die Glasscheiben des Mies-Baus teilweise eingeschlagen und sogar zerschossen. Im Oktober 1974 legte Haftmann aus gesundheitlichen Gründen seine Ämter nieder, publizierte aber weiterhin maßgebliche Bücher und Essays zur Kunstgeschichte des 20. Jahrhunderts.
1965 wurde Haftmann mit der Goethe-Plakette des Landes Hessen ausgezeichnet. Seit 1970 war er auch Mitglied der Akademie der Künste in Berlin. 
Von 1967 bis 1970 war Werner Haftmann mit der Galeristin Roswitha Viollet verheiratet. 1987 heiratete er die Kunsthistorikerin Evelyn Gutbrod (* 1952).
Er wurde auf dem Friedhof von Waakirchen am Tegernsee beigesetzt.

## Ehrungen
- 1973: Bundesverdienstkreuz 1. Klasse
- 1974: Ernst-Reuter-Plakette des Landes Berlin
- 1991: Bayerischer Maximiliansorden für Wissenschaft und Kunst

## Schriften (Auswahl)
- Paul Klee. Prestel Verlag, München 1950.
- Deutsche Abstrakte Maler. Verlag Woldemar Klein, Baden-Baden 1953.
- Malerei im Zwanzigsten Jahrhundert. Prestel Verlag, München 1954 (9. Auflage. 2000, ISBN 3-7913-0491-7).
- Verfemte Kunst. DuMont Buchverlag, Köln 1986, ISBN 3-7701-1940-1.
- Der Bildhauer Martin Mayer. Callwey, München 1988, ISBN 3-7667-0900-3.